# Rhön
Rhön er en gruppe lave bjerge centralt i Tyskland i delstaterne Hessen, Bayern og Thüringen. De har vulkansk oprindelse og er skilt fra nabobjergkæden Vogelsberg af floden Fulda og dalen den løber i. Bjergkæden er en del af Mittelgebirge.
Disse bjerge er en populær turistdestination. Vandrere har næsten 6.000 km med turstier i det naturskønne område, og svæveflypiloter har kommet der siden begyndelsen af 1900-tallet. 
I 1991 har UNESCO erklæret et område på 184.939 ha i Rhön for et biosfærereservat på grund af det unikke økosystem. 

## Bjergtoppe
I Rhön er der bl.a disse toppe:
- Wasserkuppe 950 m (Hessen)
- Kreuzberg (mountain) 928 m (Bayern)
- Schwabenhimmel 926 m (Bayern)
- Heidelstein 913 m (Bayern)
- Milseburg 835 m (Hessen)
- Feuerberg 832 m (Bayern)
- Ellenbogen 814 m (Thüringen)